# Álex Quintanilla
Alexander Quintanilla Urionabarrenetxea (ur. 2 lipca 1990 w Bilbao) – hiszpański piłkarz występujący na pozycji obrońcy w Córdobie.